# Mark Wahlberg

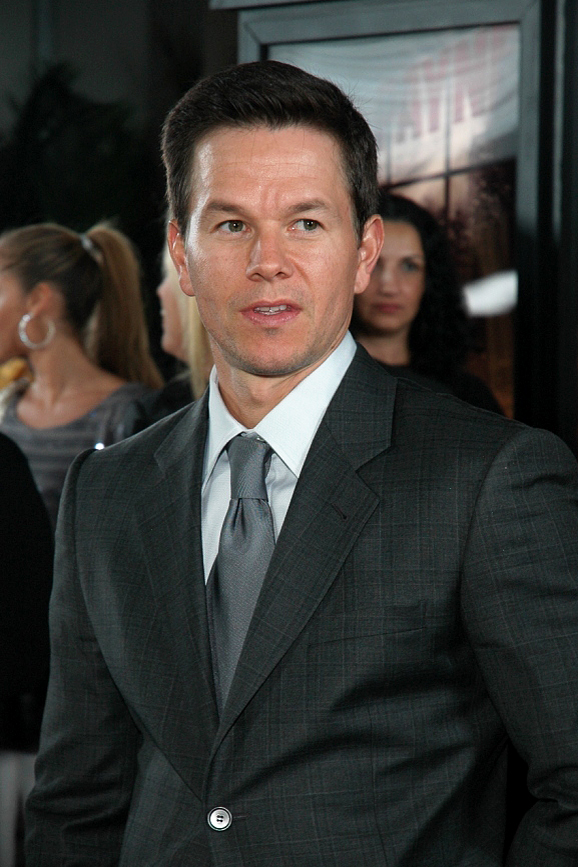
Mark Wahlberg în 2008 la premiera filmului Max Payne

Mark Robert Michael Wahlberg (n. 5 iunie 1971) este un actor, producător de film și de televiziune și fost rapper american. Era cunoscut ca Marky Mark în primii săi ani de activitate, și a devenit faimos în 1991 când a debutat cu trupa Marky Mark and the Funky Bunch. A fost clasat pe poziția #1 în lista VH1: 40 Hottest Hotties of the 90's. Este cunoscut în special pentru rolurile sale din filme ca Fear (1996), Boogie Nights (1997), Three Kings (1999), The Perfect Storm (2000), Planet of the Apes (2001), Rock Star (2001), The Italian Job (2003), I Heart Huckabees  (2004), Four Brothers (2005), The Departed (2006), Invincible (2006), Shooter (2007), Max Payne (2008), The Fighter (2010),  Date Night (2010), Ted (2012) sau Trage tare și te scoți (2013) . A fost producător executiv al unor seriale TV ca Entourage, Boardwalk Empire sau How to Make It in America.

## Viața personală
Wahlberg este căsătorit cu Rhea Durham, împreună au 4 copii: Ella Rae (n. 2 septembrie 2003), Michael (n. 21 martie 2006), Brendan (n. 16 septembrie 2008) și Grace (n. 11 ianuarie 2010). Este romano-catolic.

## Filmografie

### Film
| An   | Titlu                           | Rol                            | Note |
| ---- | ------------------------------- | ------------------------------ | --- |
| 1994 | Renaissance Man                 | Private Tommy Lee Haywood      | |
| 1995 | The Basketball Diaries          | Mickey                         | |
| 1996 | Fear                            | David McCall                   | Nominalizare – MTV Movie Award for Best Villain |
| 1997 | Traveller                       | Pat O'Hara                     | |
| 1997 | Boogie Nights                   | Eddie Adams / Dirk Diggler     | Florida Film Critics Circle Award for Best Cast Nominalizare – Screen Actors Guild Award for Outstanding Performance by a Cast MTV Movie Award for Best Dance Sequence Satellite Award for Best Actor – Motion Picture Drama |
| 1998 | The Big Hit                     | Melvin Smiley                  | |
| 1999 | The Corruptor                   | Detective Danny Wallace        | |
| 1999 | Three Kings                     | Troy Barlow                    | |
| 2000 | The Yards                       | Leo Handler                    | |
| 2000 | The Perfect Storm               | Robert "Bobby" Shatford        | |
| 2001 | Planet of the Apes              | Captain Leo Davidson           | |
| 2001 | Rock Star                       | Chris "Izzy" Cole              | |
| 2002 | The Truth About Charlie         | Joshua Peters                  | |
| 2003 | The Italian Job                 | Charlie Croker                 | |
| 2004 | I Heart Huckabees               | Tommy Corn                     | Nominalizare – Satellite Award for Best Supporting Actor – Motion Picture, Musical or Comedy |
| 2005 | Four Brothers                   | Robert "Bobby" Mercer          | |
| 2006 | Invincible                      | Vincent "Vince" Francis Papale | Nominalizare – MTV Movie Award for Best Kiss (shared with Elizabeth Banks) |
| 2006 | The Departed                    | Sgt. Dignam                    | |
| 2007 | Shooter                         | Bob Lee Swagger                | |
| 2007 | We Own the Night                | Captain Joseph "Joe" Grusinsky | Nominalizare – Teen Choice Award for Choice Movie Actor: Drama |
| 2008 | The Happening                   | Elliot Moore                   | |
| 2008 | Max Payne                       | Max Payne                      | |
| 2009 | The Lovely Bones                | Jack Salmon                    | |
| 2010 | Date Night                      | Holbrooke Grant                | |
| 2010 | The Other Guys                  | Detective Terry Hoitz          | |
| 2010 | The Fighter                     | Micky Ward                     | |
| 2012 | Contraband                      | Chris Farraday                 | |
| 2012 | Ted                             | John Bennett                   | |
| 2013 | Broken City                     | Billy Taggart                  | |
| 2013 | Pain & Gain                     | Daniel Lugo                    | |
| 2013 | 2 Guns                          | Michael "Stig" Stigman         | |
| 2013 | Lone Survivor                   | Marcus Luttrell                | Nominalizare – Teen Choice Award for Choice Movie Actor: Action |
| 2014 | Transformers: Age of Extinction | Cade Yeager                    | Nominalizare – Teen Choice Award for Choice Summer Movie Star: Male |
| 2014 | The Gambler                     | Jim Bennett                    | |
| 2015 | Ted 2                           | John Bennett                   | |
| 2015 | Mojave                          |                                | |
| 2015 | Daddy's Home                    |                                | |
| 2016 | Deepwater Horizon               | Mike Williams                  | Și producător |
| 2016 | Patriots Day                    | Tommy Saunders                 | Și producător |
| 2017 | Transformers: The Last Knight   | Cade Yeager                    | Post-producție |
| 2017 | Daddy's Home 2                  | Dusty Mayron                   | Post-producție |
| 2018 | Mile 22                         | James Silva                    | |
| 2018 | Instant Family                  | Pete Wagner                    | |
| 2020 | Spenser Confidential            | Spenser                        | |
| 2021 | Infinite                        | Evan McCauley                  | |
| 2022 | Uncharted                       | Victor Sullivan                | |

### Televiziune
| An                  | Titlu                | Rol             | Note |
| ------------------- | -------------------- | --------------- | --- |
| 1993                | The Substitute       | Ryan Westerberg | Film (creditat ca Marky Mark)                                                                                               |
| 1993                | The Ben Stiller Show | El însuși       | Episodul: "A Few Good Scouts"                                                                                               |
| 1993                | Out All Night        | El însuși       | Episodul: "Under My Thumb"                                                                                                  |
| 2004 2008 2009 2010 | Entourage            | El însuși       | "Pilot" "Unlike a Virgin" (sezonul 5, episodul 2) "Fore" (sezonul 6, episodul 5) "Tequila and Coke" (sezonul 7, episodul 7) |
| 2008                | Saturday Night Live  | El însuși       | Episodul: "Josh Brolin/Adele" (sezonul 34, episodul 5)                                                                      |
| 2014–prezent        | Wahlburgers          | El însuși       | |

### Producător
| An           | Titlu                     | Rol                 | Note |
| ------------ | ------------------------- | ------------------- | --- |
| 2004–11      | Entourage                 | Producător executiv | British Academy Television Award for Best International Programme (2006) |
| 2007         | We Own the Night          | Producător          | |
| 2008–10      | In Treatment              | Producător executiv | |
| 2010–11      | How to Make It in America | Producător executiv | |
| 2010–present | Boardwalk Empire          | Producător executiv | Golden Globe Award for Best Television Series – Drama Nominalizare – Primetime Emmy Award for Outstanding Drama Series (2011, 2012) Golden Globe Award for Best Television Series – Drama (2011, 2012) |
| 2010         | The Fighter               | Producător          | Nominalizare – Academy Award for Best Picture Broadcast Film Critics Association Award for Best Film Golden Globe Award for Best Motion Picture – Drama                                                |
| 2012         | Contraband                | Producător          | |
| 2013         | Broken City               | Producător          | |
| 2013         | Prisoners                 | Producător executiv | |
| 2013         | Lone Survivor             | Producător          | |
| 2014–prezent | Wahlburgers               | Producător executiv | Nominalizare – Primetime Emmy Award for Outstanding Unstructured Reality Program |
| 2015         | Entourage                 | Producător          | |

## Discografie

### Albume

#### Prince Ital Joe and Marky Mark
| An   | Detalii album                                                           |
| ---- | ----------------------------------------------------------------------- |
| 1994 | Life in the Streets - Lansat: 29 iulie 1994 - Label: Ultrasonic Records |
| 1995 | The Remix Album - Lansat: 1995 - Label: Ultrasonic Records              |

#### Solo
| An   | Detalii album                       |
| ---- | ----------------------------------- |
| 1994 | All Around the World - Lansat: 1997 |

### Single-uri

#### Prince Ital Joe and Marky Mark
| An   | Single                | Poziție | Poziție  | Poziție | Poziție | Poziție | Poziție | Poziție | Poziție | Certificate | Album               |
| An   | Single                | AUT     | BEL (Vl) | DEN     | FIN     | GER     | NED     | SUI     | SWE     | Certificate | Album               |
| ---- | --------------------- | ------- | -------- | ------- | ------- | ------- | ------- | ------- | ------- | ----------- | ------------------- |
| 1993 | "Happy People"        | 23      | —        | —       | 8       | 4       | —       | 22      | 24      | GER: Aur    | Life in the Streets |
| 1994 | "Life in the Streets" | —       | —        | —       | 8       | 11      | —       | 5       | 36      | GER: Aur    | Life in the Streets |
| 1994 | "United"              | 6       | 23       | 7       | 10      | 1       | 7       | 9       | 6       | GER: Aur    | Life in the Streets |
| 1995 | "Babylon"             | —       | —        | —       | 11      | 17      | —       | 35      | —       |             | Life in the Streets |
| 1995 | "Rastaman Vibrations" | —       | —        | —       | —       | —       | —       | —       | —       |             | Life in the Streets |

#### Solo
| An   | Single            | Poziție | Poziție | Poziție | Poziție | Poziție | Poziție | Poziție | Poziție | Poziție | Poziție | Album             |
| An   | Single            | US      | AUS     | AUT     | CAN     | GER     | IRE     | NOR     | NZ      | SWE     | UK      | Album             |
| ---- | ----------------- | ------- | ------- | ------- | ------- | ------- | ------- | ------- | ------- | ------- | ------- | ----------------- |
| 1995 | "No Mercy"        | —       | —       | —       | —       | 44      | —       | —       | —       | —       | —       | Non-album singles |
| 1996 | "Hey DJ"          | —       | —       | —       | —       | 58      | —       | —       | —       | —       | —       | Non-album singles |
| 1997 | "Feel the Vibe"   | —       | —       | —       | —       | —       | —       | —       | —       | —       | —       | Non-album singles |
| 1997 | "Best of my Love" | —       | —       | —       | —       | —       | —       | —       | —       | —       | —       | Non-album singles |